# Xu Wei-zhou
Xu Weizhou (en chino, 許魏洲; pinyin, Xǔ Wèizhōu) (Shanghái, China, 20 de octubre de 1994), también conocido como Timmy Xu, es un cantante, compositor y actor chino.

## Biografía
Se graduó del Affiliated Senior High School de la Academia de Teatro de Shanghái y, en mayo de 2017, se graduó en la National Academy of Chinese Theatre Arts en Beijing. 
En marzo de 2022 anunció que se había casado, con su novia quien no forma parte del entretenimiento.

## Carrera

### Actuación
Es miembro de la agencia "Enlight and Cutting Edge Cultural". 
En 2016, se unió al elenco principal de la serie web Addicted donde interpretó el personaje de Bai Luoyin: un joven que, pese a sus resistencias iniciales, termina enamorándose de su hermanastro Gu Hai (Huang Jingyu). Además de aparecer como personaje principal en los 15 episodios de la temporada, que se estrenaron en línea a principios de 2016, también fue elegido para componer y cantar los temas de apertura y cierre de la serie.
En 2017, interpretó al personaje principal del proyecto cinematográfico de VOGUE llamado Seize the Moment un cortometraje que debutó durante el Festival de Cine de Cannes.
El 8 de octubre de 2019, se unió al elenco principal de la serie My Girlfriend (我不能恋爱的女朋友) donde dio vida a Chi Xin, hasta el final de la serie el 5 de noviembre del mismo año. 
El 28 de agosto de 2020 se unió al elenco principal de la serie Midsummer Is Full of Hearts (仲夏满天心, también conocida como "Full House") donde interpretó a Jin Zeyi, un joven frío y distante por fuera.
El 22 de octubre del mismo año se unió al elenco principal de la serie Dear Mayang Street (亲爱麻洋街) donde dio vida a Ou Xiaojian, hasta el final de la serie el 19 de noviembre del mismo año.
El 27 de enero de 2021 se unió al elenco principal de la serie Weaving a Tale of Love (también conocida como "Dear Mayang Street", 亲爱麻洋街) donde interpretó a Ou Xiaojian, hasta el final de la serie el 22 de febrero del mismo año.
El 9 de marzo del mismo año se unió al elenco principal de la serie Ping Pong Life (荣耀之路之乒乓) donde dio vida a Yu Kenan, un excelente jugador de tenis de mesa.

### Música
Aprendió baile latino durante más de 10 años y ganó el premio de oro de la Sociedad Imperial de Maestros de Baile (ISTD). En la escuela secundaria formó dos bandas de rock con algunos de sus compañeros: EggAche y, posteriormente, una banda de death metal llamada PROME donde fue el guitarrista principal. Junto a "PROME" ganó el concurso de bandas de Midi High School y, posteriormente, organizaron un festival de música durante las vacaciones de invierno en Shanghái. 
El 1 de mayo de 2016 lanzó su primer álbum, titulado Light, y comenzó sus giras de conciertos en el continente asiático de junio a agosto del mismo año. El 8 de diciembre del mismo año lanzó su sencillo Fun que obtuvo buenas posiciones en las listas de ventas. El video musical oficial fue lanzado el 15 de diciembre del mismo año.
El 10 de agosto del mismo año, lanzó su segundo álbum solista, titulado The Time, el cual vendió más de 450000 copias y alcanzó el doble récord de platino el segundo trimestre. Fue publicado en línea de forma gratuita el 20 de octubre y el tercer trimestre fue publicado el 12 de diciembre del mismo año. También el 23 de agosto del mismo año fue elegido para cantar "Ruins of Time", el tema musical de la película de suspenso y acción británico-china S.M.A.R.T. Chase. Sus canciones "So what", "Leave Me Alone" y "Ruins of Time" obtuvieron los puestos 1-3 respectivamente en los videos musicales más vistos de las semanas 38 y 38 cnsecutivamente en el YinYueTai China V Chart. La CCTV anunció que había sido uno de los 100 cantantes que participaron en la canción "China", para la celebración del 40 aniversario de las reformas de China.
En marzo de 2017, cantó la versión china de la canción The Heroes uno de los temas musicales de la película animada canadiense Showtime!, donde alcanzó la cima en el chart del Billboard China V y del Mandarin. En Sina Music el video musical alcanzó el 4.º puesto en el Top 10 de la música popular. 
En 2018, 20th Century Fox anunció que había sido elegido para cantar la canción promocional china "Maze" producida por Harvey Mason Jr. para la película estadounidense Maze Runner: The Death Cure. El 31 de enero del mismo año, lanzó "The Time - Final Quarter 15 Minutes for Fantasy", después de que su segundo álbum "The Time", fuera lanzado completamente, realizó una rueda de prensa del álbum físico en Taiwán el 3 de enero del mismo año. El 16 de mayo del mismo año la versión digital del álbum fue lanzada oficialmente en Tailandia, alcanzando los primeros puestos en iTunes. El 5 de julio del mismo año el álbum físico comenzó la preventa en JD.com y vendió 13,000 copias en una hora. El 10 de julio la versión taiwanesa del álbum físico comenzó la preventa e instantáneamente se ubicó en el primer puesto en ventas.
En abril del mismo año, se unió al proyecto SuperdrySounds, interpretando tanto en la fiesta mundial de lanzamiento en Londres como en el Festival de Música Strawberry en Shanghái más tarde ese mismo mes. En julio del mismo año se unió al programa de baile Shake It Up, donde optivo el segundo lugar en la ronda final de la competencia. Fue elegido como uno de los artista de China menor a los 30 años en "Forbes 30 under 30".

### Modelaje
Ha aparecido en sesiones fotográficas para varias publicaciones como Baazar, Elle Men, Men's Health, Figaro, Ok! o Chic.
En 2019 caminó por la pasarela en el show "S/S 2020" de Fendi Men durante la Milan Fashion Week Men, como el nuevo portavos de sus bolsos Peekaboo.

## Filmografía

### Series de televisión
| Año  | Título                                               | Personaje     | Notas                      |
| ---- | ---------------------------------------------------- | ------------- | -------------------------- |
| TBA  | The Founding of a Republic (建国大业)                | -             | (cameo)                    |
| TBA  | City of Streamer                                     | Rong Jiashang | [ 13 ]                     |
| TBA  | Senior Brother Always Has to Blossom                 | -             |                            |
| 2021 | Ping Pong Life (荣耀乒乓)                            | Yu Kenan      | 44 episodios               |
| 2021 | Weaving a Tale of Love (Da Tang Ming Yue) (大唐明月) | Pei Xingjian  | 40 episodios               |
| 2020 | Dear Mayang Street (亲爱麻洋街)                      | Ou Xiaojian   | 37 episodios               |
| 2020 | Midsummer Is Full of Hearts (仲夏满天心)             | Jin Zeyi      | 24 episodios               |
| 2019 | My Girlfriend (我不能恋爱的女朋友)                   | Chi Xin       | 28 episodios - (serie web) |
| 2019 | The Founding of a Republic (建国大业)                | -             | (cameo)                    |
| 2018 | The Evolution of Our Love (爱情进化论)               | Ding Yuyang   |                            |
| 2016 | Addicted (上瘾)                                      | Bai Luoyin    | 15 episodios - (serie web) |

### Películas
| Año  | Título             | Personaje     | Notas                                                                                       |
| ---- | ------------------ | ------------- | ------------------------------------------------------------------------------------------- |
| 2019 | The Rookies        | Ding Shan     | junto a Sandrine Pinna, Milla Jovovich, Darren Wang, Liu Meitong, Alan Wan y Björn Freiberg |
| 2018 | Big Fish & Begonia | Kun           | (doblaje) - junto a Ji Guanlin, Su Shangqing, Jing Shih-chieh, Yang Ting y Pan Shulan       |
| 2017 | Seize the Moment   | -             | (corto) - junto a Jessie Li                                                                 |
| 2017 | Urban Symphony     | -             | (corto)                                                                                     |
| 2015 | Gaming Madness     | Yue Hongsheng | (corto)                                                                                     |

### Apariciones en programas
| Año               | Título                            | Notas                           |
| ----------------- | --------------------------------- | ------------------------------- |
| 2021 - presente   | Marvelous City                    | miembro                         |
| 2020              | Back to Field                     |                                 |
| 2016, 2018 - 2020 | Happy Camp                        | 5 episodios - invitado          |
| 2019              | We Are In an Action               |                                 |
| 2019              | Meet at Temple of Heaven          | invitado                        |
| 2019              | Our Songs (我们的歌)              | concursante                     |
| 2019              | Sweet Tasks                       | invitado                        |
| 2019              | Day Day Up                        | invitado                        |
| 2019              | Everlasting Classics (经典咏流传) | (ep. #2.09) - invitado          |
| 2018              | Shake It Up (Let's Shake It)      | miembro                         |
| 2018              | Give Me Five S2                   | (ep. 2-3) - invitado            |
| 2017              | Global Chinese Music Chart        | invitado - (programa de música) |
| 2017              | Intangible Her                    | (ep. #8) - invitado             |
| 2016              | ILIFETV                           |                                 |
| 2016              | Run for Time S2 (全员加速中)      | invitado                        |
| 2016              | HAIBAO TV                         |                                 |

### Documentales
| Año  | Título                                                                  | Notas                                                                          |
| ---- | ----------------------------------------------------------------------- | ------------------------------------------------------------------------------ |
| 2018 | Documentary of the Xu Weizhou Birthday Concert (许魏洲生日演唱会纪录片) | (documental del primer concierto de la gira "Light Asia" en 2016)              |
| 2017 | Shadow of Light (光之影)                                                | (documental sobre el concierto de cumpleaños en Beijing 2018 de "Final Light") |

### Radio
| Año | Título                                      | Notas    |
| --- | ------------------------------------------- | -------- |
| -   | NetEase Cloud Music (Xu Weizhou Cold Jokes) | invitado |
| -   | FM 101.7 Music Kaleidoscop                  | invitado |
| -   | Hongdou Live Interview                      | invitado |
| -   | Yang Lan 8 p.m. Show                        | invitado |
| -   | TofuPOP Radio - BEC Tero Radio              | invitado |
| -   | Billboard Radio China                       | invitado |

### Revistas / sesiones fotográficas
| Año  | Título                                      | Notas                      |
| ---- | ------------------------------------------- | -------------------------- |
| 2021 | Leon China (publicación de enero)           |                            |
| 2020 | Posh Magazine Myanmar                       | junto a Wutt Hmone Shwe Yi |
| 2020 | NeufMode Magazine                           |                            |
| 2020 | Men’s Health China                          | (publicación de febrero)   |
| 2020 | National Geographic Traveler China Magazine | (publicación de febrero)   |
| 2020 | Harper’s Bazaar Vietnam                     | (publicación de febrero)   |
| 2020 | Fendi                                       |                            |
| 2019 | YOHO! Magazine                              | (publicación de diciembre) |
| 2019 | Women's Wear Daily (WWD) China              |                            |
| 2019 | Lifestyle Magazine                          | (publicación #2302)        |

### Campañas
| Año  | Título                                                     | Notas |
| ---- | ---------------------------------------------------------- | ----- |
| 2018 | Forevermark : Libert’aime x Timmy Xu "Le Light collection" |       |
| 2018 | Coach : Coach x Timmy Xu                                   |       |
| 2018 | Little Red Book Application                                |       |
| 2017 | BAZAAR x Audi : New Audi A5                                |       |
| 2017 | Givenchy : Mother’s Day campaign                           |       |
| 2017 | Tiffany & Co. : Valentine's Day campaign                   |       |
| 2017 | Louis Vuitton : The Gift Workshop                          |       |
| 2017 | Louis Vuitton : Silver Lockit #MakeAPromise                |       |
| 2017 | ELLE MEN x BEAT BROWN : Line Friend                        |       |
| 2017 | ZAKER Application : Stay Real Keep Changing                |       |
| 2017 | SECOO                                                      |       |
| 2017 | COACH : 11.11 Single’s Day                                 |       |
| 2017 | Sogou Application : Timmy Exclusive Expression             |       |
| 2017 | Ofo : One Yuan Bike                                        |       |
| 2017 | Weather Master Application : Cool Summer Action            |       |
| 2017 | Superdry : Timmy Xu x Superdry                             |       |
| 2017 | Superdry : Party Time, City Tee Series                     |       |
| 2017 | Baidu Music x Netease Comic : Comic Series                 |       |
| 2017 | KFC : CHIZZA                                               |       |
| 2017 | INMIX : Timmy Xu x Emoji                                   |       |
| 2017 | Didi China’s taxi Application : Passenger's safety         |       |
| 2017 | Echo Application : Star Singer, Music Cover Game           |       |
| 2017 | SINA TRAVEL : Timmy's Trip                                 |       |
| 2017 | SINA PHOTO : I feel "I am adorable"                        |       |
| 2017 | SINA SPORT : Sports Classroom                              |       |
| 2016 | Glo&Ray - Lip Color Lipstick love                          |       |
| 2016 | INMIX : Timmy Xu Limited Edition                           |       |
| 2016 | KFC : Breakfast Campaign                                   |       |
| 2016 | LANEIGE : LANEIGE meets Fashion                            |       |
| 2016 | LANEIGE : Milky Way Fantasy Make a Wish                    |       |
| 2016 | PIZZA HUT : Seafood Carnival                               |       |
| 2016 | COSMO LADY : Urban Beauty                                  |       |
| 2016 | SINA WEIBO : Support for fan's love festival               |       |
| 2016 | gN Pearl : Pearl Mask                                      |       |
| 2016 | BAIDU Cloud Drive : Christmas Reindeer Catcher Game        |       |
| 2016 | FAW Toyota Group : Corolla Test Drive                      |       |

### Anuncios
| Año         | Título                               | Notas |
| ----------- | ------------------------------------ | ----- |
| 2017 - 2018 | LANEIGE                              |       |
| 2018        | Belle International                  |       |
| 2018        | Fendi                                |       |
| 2018        | COACH: COACH MEN                     |       |
| 2018        | Tiffany & Co.                        |       |
| 2018        | Superdry                             |       |
| 2018        | TENCENT: Weishi APP                  |       |
| 2017        | WECHAT: Cash No!                     |       |
| 2017        | Fendi: Peekaboo                      |       |
| 2016        | H&M: KENZOxHM                        |       |
| 2016        | H&M: Sport For Every Victory         |       |
| 2016        | YUESAI: Twins Love                   |       |
| 2016        | Mian: Cotton Girl                    |       |
| 2016        | VOGUE x BVLGARI: GEM DREAM           |       |
| 2016        | PIZZA HUT: Pizza Hut Christmas Heart |       |

### Eventos
| Año  | Título                                                                  | Notas                                                  |
| ---- | ----------------------------------------------------------------------- | ------------------------------------------------------ |
| 2020 | Jiangsu TV’s May 5 Gala                                                 |                                                        |
| 2020 | CCTV Chinese New Year Gala Programme                                    |                                                        |
| 2020 | Fendi Menswear “Solar Dream” Spring/Summer 2020 Collection Launch Event | en Beijing                                             |
| 2020 | Lifestyle Media Style Gala                                              |                                                        |
| 2019 | 2019 Tencent Video Star Awards                                          |                                                        |
| 2019 | Esquire China’s 16th Man At His Best Award                              |                                                        |
| 2019 | 2019 Cosmo Glam Night                                                   |                                                        |
| 2019 | Hunan TV - "Suning Double 11 Carnival Festival"                         | (interpretó un cover de "野狼disco (Wild Wolf Disco)") |
| 2019 | Xu Weizhou Birthday Concert                                             | en Beijing                                             |
| 2019 | I Love You China                                                        |                                                        |

### Embajador
| Año   | Título        | Notas                            |
| ----- | ------------- | -------------------------------- |
| 2019- | Viktor & Rolf | (Embajador de la marca en China) |
| -     | Kenzo         |                                  |

## Discografía

### Sencillos
| Año  | Canción                     | Álbum                                    | Notas                                                                   |
| ---- | --------------------------- | ---------------------------------------- | ----------------------------------------------------------------------- |
| 2019 | Starry Oceans               | -                                        | junto a Jackson Yee, Zhou Dongyu, Liu Haoran, Arthur Chen y Dong Zijian |
| 2019 | I Love Her                  | Interpretación en el programa "Our Song" | junto a Zhou Shen                                                       |
| 2019 | My Motherland and I (Youth) | Conmemoración del 70 Aniversario PRC     |                                                                         |
| 2019 | Light of the Universe       | OST de "The Rookies"                     |                                                                         |
| 2018 | Maze                        | -                                        | [ 18 ]                                                                  |
| 2017 | Ruins of Time               | -                                        |                                                                         |
| 2017 | Screaming Night             | -                                        |                                                                         |
| 2017 | The Heroes                  | -                                        | (versión china)                                                         |
| 2016 | Fun                         | -                                        |                                                                         |
| 2016 | Towards the Light           | -                                        |                                                                         |

### Extended plays
| Año  | Título  | Notas |
| ---- | ------- | ----- |
| 2016 | "Light" | -     |

### Álbum
Logró vender 2 millones de copias de su primer álbum de larga duración.
| Año         | Título     | Notas |
| ----------- | ---------- | ----- |
| 2017 - 2018 | "The Time" |       |

### Videos musicales
| Año  | Título                 | Álbum                                         | Notas                 |
| ---- | ---------------------- | --------------------------------------------- | --------------------- |
| 2021 | "Detoxify" (解毒)      |                                               |                       |
| 2018 | "Edge of Darkness"     | -                                             |                       |
| 2018 | "Floating In My Dream" | -                                             |                       |
| 2018 | "Maze"                 | OST de "Maze Runner: The Death Cure"          | (canción promocional) |
| 2017 | "It's Always You"      | -                                             |                       |
| 2017 | "So What"              | -                                             |                       |
| 2017 | "Ruins of Time"        | OST de "S.M.A.R.T. Chase"                     |                       |
| 2017 | "Leave Me Alone"       | -                                             |                       |
| 2017 | "Screaming Night"      | Canción del concierto "iQiyi Screaming Night" |                       |
| 2017 | "The Heroes"           | OST de "Snowtime"                             | (versión china)       |
| 2016 | "Fun"                  | -                                             |                       |
| 2016 | "Towards the Light"    | OST de "Yesterday Once More"                  |                       |
| 2016 | "Walk Slowly"          | OST de "Addicted"                             |                       |
| 2016 | "Because Of The Sea"   | OST de "Addicted"                             | junto a Huang Jingyu  |

### Otros
| Año  | Canción | Álbum | Notas                                                                                          |
| ---- | ------- | ----- | ---------------------------------------------------------------------------------------------- |
| 2020 |         | -     | (canción en homenaje a aquellos en la primera línea de la batalla contra COVID-19 en Shanghái) |

### Conciertos
| Año                   | Título (Tour) | Álbum                         | Notas                                                          |
| --------------------- | ------------- | ----------------------------- | -------------------------------------------------------------- |
| 20 de octubre de 2019 | -             | -                             | (en Beijing Workers’ Stadium)                                  |
| 2017 - 2018           | Light         | "The Time (Xu Weizhou album)" | (gira por Asia: Shanghái y Bangkok) / "Final Light" (Beijing)) |
| 2016                  | First Light   | "Light (Xu Weizhou EP)"       | (gira por Asia)                                                |

### Reunión con fanes
| Año                                       | Título               | Notas                  |
| ----------------------------------------- | -------------------- | ---------------------- |
| 17 de abril de 2016 20 de febrero de 2016 | Addicted Fan Meeting | en Bangkok en Shanghái |

## Embajador y apoyo a caridad
En 2016 fue nombrado Embajador nacional de varias organizaciones benéficas, entre ellas "Against Domestic Violence", "Rio Run", "Animal Welfare Charities" de Cabbeen, "Lucky Cat Welfare Organizations", así como del proyecto "Hope For Home For Children" de China Charities Aid Foundation For Children, del proyecto "Moon bear protecting" de Animals Asia Foundation (AAF), del proyecto "1,000 rabbits look up at the moon" de China Social Welfare Foundation, del proyecto "Adopt pets instead of purchasing" de las Organizaciones de adopción sin fines de lucro de Beijing, del proyecto "Charity Stars : Love can touch" para Bazaar Magazine y del proyecto "Door of charity" de China Children and Teenagers' Fund (CCTF).
También es el Fundador de la Fundación "Light of love for the blind" y de "10.20 km run to the light for the blind". Además, se unió a la campaña de la lucha contra la violencia contra las mujeres del proyecto de la Fundación Kering Foundation.
En el 2017 participó en el proyecto "Wuxi Marathon" de Men's Health Magazine, también participó con "amfAR", en el proyecto de Xinhua News Agency, "World Book Day - Read to Lead", en el proyecto "Love the Earth" de la exhibición de nuevos medios de desarrollo global sostenible, en el proyecto "Youth Attitudes - One Hundred Thousand Young People" de NetEase, en el proyecto "Child Welfare & Protection Week" del Ministerio de Asuntos Civiles de China y UNICEF.
Apoyó el proyecto "Release An Aquatic Animal to Protect Natural Resources" de la Fundación Alibaba, el proyecto "Caring for People with A Spinal Cord Injury" de WeiboFit, a "China Foundation" para ayudar a personas con discapacidad, al proyecto "Make A Promise - Lockit Series" de Louis Vuitton y UNICEF, así como el proyecto "Cat & Dog Daily - Adopt pets" de NetEase.
También desempeñó funciones como Embajador en el proyecto "Adopt A Green Plant for Green Earth" del Campus Public Welfare Foundation, el proyecto "Caring for Disabled Children" de la Fundación de Beijing para personas con discapacidad (en inglés: "Beijing Foundation for Disabled Person"), el proyecto "Caring for Blind Children" de Sina Micro-Philanthropy, el proyecto "Boiling Point Public Welfare" de Baidu y el proyecto "I want to go to school" de Music Radio - China National Radio (CNR) y China Children and Teenagers' Fund (CCTF).
La Embajada de Canadá y la Asociación de Cine para Niños le otorgaron un premio como Embajador de "China-Canada Cultural Exchange" y "Children's Film Promotion" durante la conferencia de prensa de la película "Showtime!". En mayo del mismo año fue asignado oficialmente como el embajador de "Starlight" y fue el primer artista de la parte continental en ser invitado al Billboard Music Award en Las Vegas.
A finales de julio del mismo año la Fundación de Ayuda a la Infancia de China (en inglés: "China Charities Aid Foundation for Children") lo nombró Embajador Benéfico del proyecto "Hope For Home For Children" durante dos años consecutivos.
El 20 de octubre del mismo año el Departamento de Bomberos de Shanghái lo nombró Embajador Oficial de Bomberos, para promover las actividades y servicios externos.
En noviembre del mismo año fue elegido como el embajador "Ice and Snow" para el aula de deportes de SINA, además Sina Weibo reveló que las actividades de caridad de Weizhouse habían convertido en uno de los 10 temas de caridad más influyentes del año.
El 21 de enero del 2018 se informó que un grupo de fanáticos de Xu Weizhou que ayuda a la caridad, habían asistido a los centros de salud para personas con discapacidad de Yuhua y la Asociación de Voluntarios de Beijing para acompañar a niños, a hacer un entrenamiento de rehabilitación manual. También fue nombrado embajador de la marca Tiffany & Co.
En abril del mismo año se unió al programa de caridad de "Netease", como embajador de un proyecto de donación de libros para niños en áreas rurales.
El 28 de mayo del mismo año Tencent anunció que había sido elegido como el nuevo portavoz de la aplicación de videos cortos "Weishi".
En agosto del mismo año, fue nombrado oficialmente como embajador de promoción de los Deportes de Invierno para los Juegos Olímpicos de Pekín 2022.
En septiembre del mismo año, se convirtió en el embajador del "TRENDSHEALTH's Pink Ribbon", para promover la concientización sobre el cáncer de mama.

## Premios y nominaciones
| Año  | Categoría                                | Premio                                      | Trabajo     | Resultado |
| ---- | ---------------------------------------- | ------------------------------------------- | ----------- | --------- |
| 2019 | Fashion Star of the Year                 | Tencent Video All Star Award                | -           | Ganó      |
| 2019 | Media Recommended Concert                | The 26th ERC Chinese Top Ten Award          | -           | Ganó      |
| 2019 | All-Around Artist of the Year            | The 26th ERC Chinese Top Ten Award          | -           | Ganó      |
| 2019 | All-Around Artist of the Year            | China Quality TV Drama Award                | -           | Ganó      |
| 2018 | Most Popular Male Singer                 | Asia Music Festival Ceremony                | -           | Ganó      |
| 2018 | Annual All-Round Male Artist             | Global Chinese Music Award                  | -           | Ganó      |
| 2018 | Annual Best Live Performance Male Singer | Global Chinese Music Award                  | -           | Ganó      |
| 2018 | Most Popular Male Singer                 | Music Radio China Top Ranking Award         | -           | Ganó      |
| 2018 | Media Recommending Singer                | The 25th ERC Chinese Top Ten Award          | -           | Ganó      |
| 2018 | Most Influential Network Artist          | The 25th ERC Chinese Top Ten Award          | -           | Ganó      |
| 2017 | New Youth Actor                          | Men's Uno Young Award Ceremony              | -           | Ganó      |
| 2017 | Fearless Spirit Representative Actor     | L'OFFICIEL Fashion Night Award              | -           | Ganó      |
| 2017 | Weekly Champion                          | CCTV Global Chinese Music Chart             | Glory       | Ganó      |
| 2017 | Favorite Idol                            | 14th Esquire Man at His Best Award Ceremony | -           | Ganó      |
| 2017 | Top Ten Golden Songs                     | Fresh Asia Music Award                      | Fun         | Ganó      |
| 2017 | Most Popular Singer                      | Fresh Asia Music Award                      | -           | Ganó      |
| 2017 | Top Ten Golden Songs                     | MTV Global Chinese Music Award              | Walk Slowly | Ganó      |
| 2017 | Most Popular New Male Artist             | MTV Global Chinese Music Award              | -           | Ganó      |
| 2017 | Best New Artist                          | Asian Music Gala Award                      | -           | Ganó      |
| 2017 | Best New Artist                          | Music Radio China Top Ranking Award         | -           | Ganó      |
| 2017 | Best New Mainland Artist                 | 5th V Chart Award                           | -           | Ganó      |
| 2017 | Best New Artist                          | The 24th ERC Chinese Top Ten Award          | -           | Ganó      |
| 2017 | Most Influential Network Artist          | The 24th ERC Chinese Top Ten Award          | -           | Ganó      |
| 2017 | 2016 Sports Male God                     | Annual Sina Sports Award                    | -           | Ganó      |
| 2016 | Influential Health Role Model            | Trendshealth Award Ceremony                 | -           | Ganó      |
| 2016 | Best New Artist                          | 13th Esquire Man at His Best Award Ceremony | -           | Ganó      |
| 2016 | Attractive Star of the Year              | Bazaar's Men of the Year Ceremony           | -           | Ganó      |
| 2016 | Sina Star of The Year                    | 1st Annual Sina Weibo Fan Festival Ceremony | -           | Ganó      |
| 2016 | Best New Artist                          | L'OFFICIEL Fashion Night Award              | -           | Ganó      |
| 2016 | Fashion Popularity Pioneer               | iFeng Fashion Choice Award                  | -           | Ganó      |
| 2016 | Best New Artist                          | Fresh Asia Music Award                      | -           | Ganó      |
| 2016 | New Generation Actor                     | 4th OK! Magazine Award                      | -           | Ganó      |
| 2016 | Most Popular Network Drama Idol          | 16th Top Chinese Music Award                | Addicted    | Ganó      |